# Bityla sericea
Bityla sericea là một loài bướm đêm thuộc họ Noctuidae. Nó là loài đặc hữu của New Zealand.
Sải cánh dài khoảng 35 mm.
Ấu trùng có thể ăn Muehlenbeckia.

## Hình ảnh

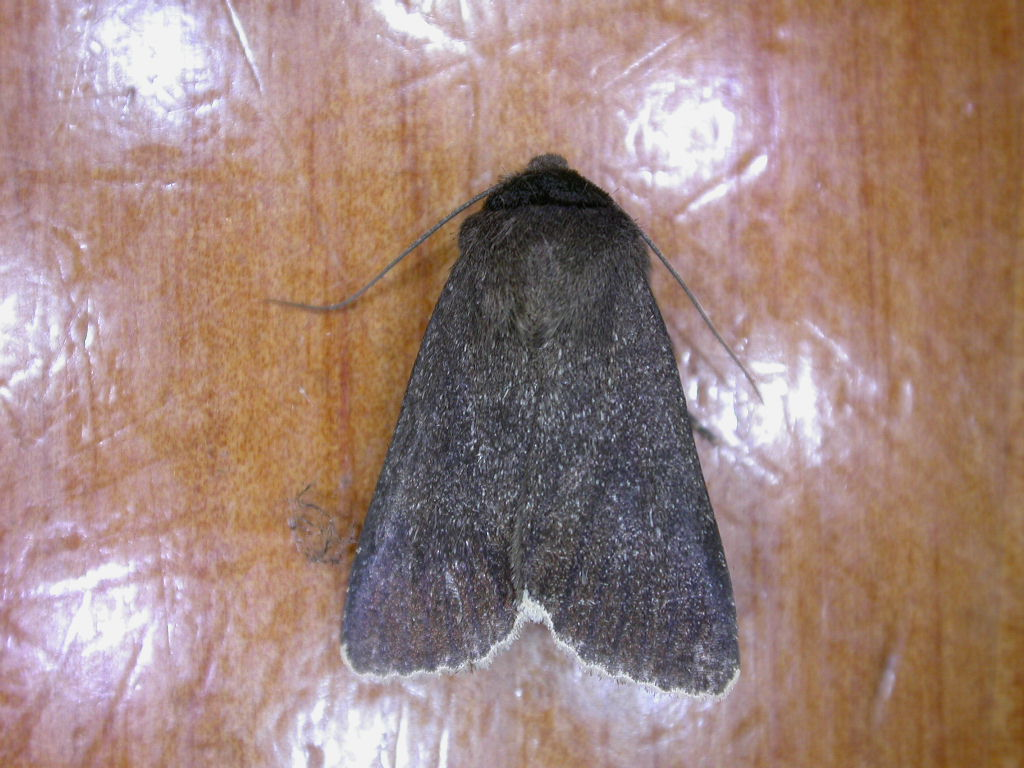